# Вислава Шимборска
Вислава Шимборска (пољ. Maria Wisława Anna Szymborska; Бнин, 2. јул 1923 — Краков, 1. фебруар 2012), била је пољска песникиња, есејиста и преводилац. Добитница је Нобелове награде за књижевност.
У својој поезији, Шимборска често користи иронију, парадокс, контрадикцију и недореченост да би осликала филозофске теме и интересовања. Њена поезија је препуна егзистенцијалних питања и рефлексија о људима као индивидуама и члановима људске заједнице. Израз јој је интроспективан и хумористичан. Објавила је релативно мали број дела- свега око 250 песама. Преведена је до данас на скоро све европске језике, арапски, хебрејски, јапански и кинески.

## Биографија
Године 1931. сели се са породицом у Краков, где живи до своје смрти.
Када је 1939. избио Други светски рат, наставила је да се образује у илегали. Од 1943. радила је на железници и успела да избегне депортацију у Немачку на принудни рад. У овом периоду почиње стварање њеног стваралачког опуса.
Од 1945. студирала је пољски језик и књижевност а потом социологију на Универзитету у Кракову. 1945. год објавила је прву песму Тражим реч.
1948. године прекинула је студије без дипломирања а због лошег финансијског стања удаје се за песника Адама Владека, од кога се развела 1954.
Прва јој књига 1949. није прошла државну цензуру али је упркос томе остала лојална властима, хвалећи Стаљина, Лењина и достигнућа социјализма све до 1966. када почиње да склапа познанства са другим дисидентима. Касније се одрекла својих политичких дела из тог периода.
Преводила је Француску књижевност на пољски, посебно поезију барока.

## Награде и признања
- Награда града Кракова за књижевност, 1954.
- Награда Министарства Културе Пољске, 1963.
- Гетеова награда, 1991.
- Хердерова награда, 1995.
- Нобелова награда, 1996.[3]

## Изабрана дела
- Dlatego żyjemy (Зато живимо) (1952)
- Pytania zadawane sobie (Питања себи) (1954)
- Wołanie do Yeti (Дозивање Јетија) (1957)
- Sól (Со) (1962)
- 101 wierszy (101 песма) (1966)
- Sto pociech (Стотину радости) (1967)
- Poezje wybrane (Одабрана поезија) (1967)
- Wielka liczba (Велики број) (1976)
- Ludzie na moście (Људи на мосту) (1986)
- Lektury nadobowiązkowe (Необавезна лектира) (1992)
- Koniec i początek (Крај и почетак) (1993)
- Widok z ziarnkiem piasku (1996)
- Chwila (2002)
- Rymowanki dla dużych dzieci (2003)
- Dwukropek (2005)
- Wystarczy (2012)
- Błysk rewolwru (2013)